# Markus F. Neurath
Markus Friedrich Neurath (* 11. Oktober 1965 in Marburg) ist ein deutscher Mediziner (Gastroenterologie). Er befasst sich mit Autoimmunerkrankungen des Darms.
Neurath studierte 1984 bis 1990 Medizin an der Philipps-Universität Marburg und war danach Arzt im Praktikum an der 1. Medizinischen Klinik und Poliklinik der Johannes-Gutenberg-Universität Mainz, an der er 1990 magna cum laude promoviert wurde. Ab 1992 war er dort wissenschaftlicher Assistent und 1992 bis 1995 bei Warren Strober an den National Institutes of Health in Bethesda. Danach war er wieder Assistent in Mainz. 1997 machte er seinen Facharztabschluss in Innerer Medizin, habilitierte sich 1998 und war danach Oberarzt. 1999 war er mit einem Fulbright-Stipendium Gastprofessor in der Klinik für Gastroenterologie des Brigham and Woman´s Hospital und der Harvard Medical School in Boston. Ab 2001 war er Professor für Molekulare Gastroenterologie an der 1. Medizinischen Klinik und Poliklinik der Universität Mainz. Er war dort Kodirektor der Klinik und Direktor des neu gegründeten Instituts für Molekulare Medizin. Außerdem war er dort seit 2003 Leiter der Endoskopie. Zurzeit ist er Direktor der Medizinischen Klinik 1 am Universitätsklinikum Erlangen.
Er befasst sich mit der Pathogenese, der Diagnose und den Therapieansätzen chronisch-entzündlicher Darmerkrankungen wie Colitis ulcerosa und Morbus Crohn, die eine Autoimmun-Komponente haben. 2007 konnte Neurath mit Wissenschaftlern der Universität Köln und des EMBL zeigen, dass schon das Fehlen eines einzigen  Signalmoleküls (NF-Kappa-B) eine solche chronische Entzündung im Darm auslösen kann. Das Fehlen des Moleküls führt zu Lücken in der oberen Darmschicht was eine heftige (wahrscheinlich sich selbst verstärkende) Reaktion des Immunsystems auf die im Darm vorkommenden zahlreichen Bakterien auslöst.
Er konnte auch den molekularen Mechanismus aufklären der bei Colitis ulcerosa zu einem erhöhten Darmkrebsrisiko führt. Eine besondere Rolle spielt dabei VEGF (vascular endothelial growth factor), das die Gefäßneubildung fördert und wie Neuraths Gruppe feststellte auch schon im Anfangsstadium eine Rolle bei der Tumorbildung spielt. Am Mausmodell fand seine Forschungsgruppe, dass bei chronischen Darmentzündungen das dabei vermehrt auftretende Interleukin-6 zur Ausbildung von VEGF Rezeptoren in Darmzellen führt.
Er entwickelte Verfahren der Endomikroskopie, die während einer Darmspiegelung die mikroskopische Untersuchung der Darmschleimhaut ermöglicht.
2000 erhielt er den Theodor-Frerichs-Preis und er erhielt den Thannhauser Preis der Deutschen Gesellschaft für Gastroenterologie. 2005 erhielt er den Dr. Norbert Henning Preis der Universität Erlangen und 2006 den Ernst Jung-Preis. 2008 erhielt er den UEGF (United European Gastroenterology Federation) Forschungspreis bei dessen erster Vergabe.
Er ist verheiratet und hat zwei Kinder.